# سابورو إيواموتو
سابورو إيواموتو (باليابانية: 岩本 三郎) (مواليد 14 يناير 1969)، هو لاعب كرة قدم سابق كان يلعب كلاعب وسط.